# Турну-Мэгуреле
Турну-Мэгуреле (рум. Turnu Măgurele) — город в Румынии, в жудеце Телеорман.

## География
Находится в жудеце Телеорман, у самой границы с Болгарией.

## История
Был основан византийским императором Юстинианом в VI веке. Был в составе Османской империи с 1417 по 1829 гг., когда был заключён Адрианопольский мирный договор и Турну-Мэгуреле вошёл в состав Валахии и стал административным центром жудеца Телеорман. В 1848 г. в деревне Ислаз неподалёку от Турну-Мэгуреле началась революция 1848 в Валахии, окончившаяся безуспешно. 
В 1968 г. город получил статус муниципия.

## Население
| Год  | Численность |
| 2007 | 29768       |
| 2011 | 22268       |

## Транспорт
Дунайский порт Турну-Мэгуреле находится в 4 км от города.